# Эш-Зауэр (замок)
Эш-Зауэр (люкс. Buerg Esch-Sauer, нем. Burg Esch-Sauer) или Эш-сюр-Сюр (фр. Château d'Esch-sur-Sûre) — руины средневекового замка в Люксембурге в долине реки Зауэр. Укрепления расположены на вершине холма в коммуне Эш-сюр-Сюр в кантоне Вильтц.

## История

### Ранний период
Область, в которой основан замок была приобретена родом фон Мегинольд в 927 году. До этого окрестные земли принадлежали аббатству Штабло. О тех временах существования ранней системы укреплений сведения крайне скудны. Скорее всего, это была укреплённая господская усадьба на холме.
Следующее упоминание потомков основателей замка Эш-Зауэр связано с эпохой Крестовых походов. Рыцари из рода фон Магинольд с именами Готфрид и Генрих покинули родовое гнездо, чтобы отправиться присоединиться к пилигримам, которые отправились освобождать Гроб Господень от неверных в ходе самого Первого крестового похода (1096-1099). Причём к концу XI века владельцы крепости значительно расширили свои владения. В их собственности находилось 18 окрестных населённых пунктов.
Ранний замок представлял собой каменную квадратную башню, которая одновременно служила и фортификационным сооружением, и жилым зданием. Позднее появились и другие постройки, а ранняя башня, которую сделали существенно выше, стала выполнять функции бергфрида. В основании она имела правильный квадрат со сторонами 8х8 метров. Среди руин это сооружение неплохо сохранилось.
По мере того, как рос товарооборот между соседними территориями, стала очевидна выгода расположения замка. По реке Зауэр, которая впадает в Мозель, ширилось судоходство. И значение замка Эш-Зауэр, стоящего над долиной реки, становилось всё более значимым.
Приток доходов, связанных с выгодным стратегическим расположением, позволил в период с XII по XIV века значительно расширить замок. В основном прирост новых зданий, укреплений и пристроек шёл в северном направлении. Для этого частично были выровнены окружающие крепость скалы. Появились каскады террас.
В 1285 году владелец замка Эш-Зауэр был заметной фигурой среди представителей знати, собравшейся на известный рыцарский турнир в Шовенси. Этот турнир прославил в своих сочинениях извeстный трубадур Жак Бретель, сохранивший для нас имена участников.
В XIV веке по разным причинам замок стал пристанищем сразу трёх знатных семей, которые в разных долях владели им. Это были представители родов фон Бранденбург, фон Кроненбург и фон Фалькенштайн. Одновременно росло и возникшее у подножия замка поселение. Вскоре оно превратилось в небольшой городок, где проживали ремесленники и купцы. Для их безопасности поселение со временем обнесли кольцевой каменной стеной. Её длина составила 450 метров, а толщина в основании — 1,5 метра.
В XV веке к югу от крепости возвели большую круглую башню, которая стала играть роль своеобразного форбурга. Причём от основной крепости её отделял глубокий ров. В ходе специальных работ ширину довели до 30 метров, а глубину до 20 метров.

### Эпоха Ренессанса

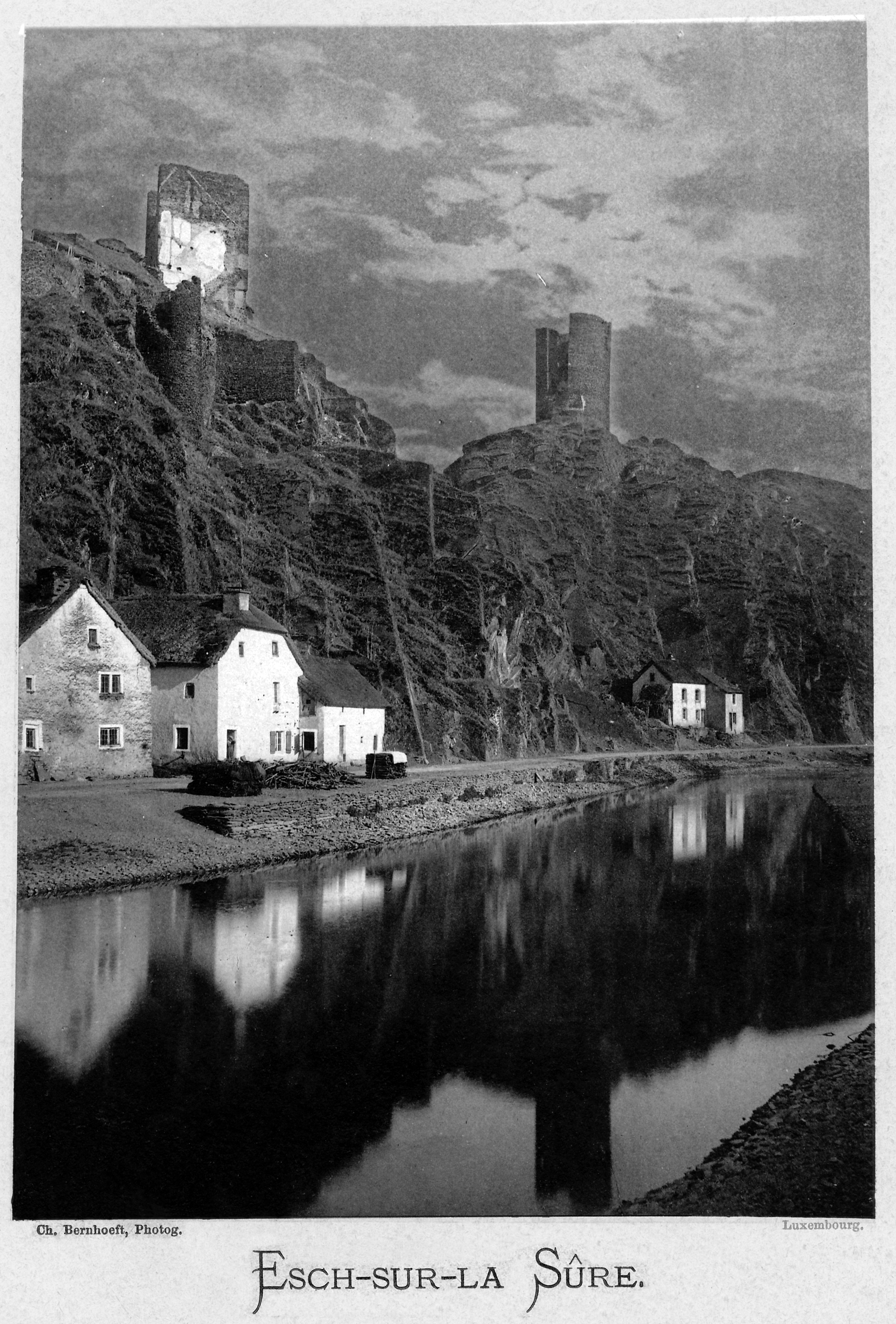
Руины замка на открытке 1891 года

Замок стал приходит в упадок, начиная с XVI века. Знать всё чаще предпочитала комфортные резиденции, окружённые ухоженными парками. Бывшие неприступные цитадели не могли представить должного комфорта и уюта. Последняя серьёзная реконструкция в замке прошла в середине XVI века. Были обновлены ворота в северной части комплекса.
В 1685 году Люксембург оккупировали войска Людовика XVI. Первоначально французы готовились снести все крепости герцогства. Но к счастью этого не произошло.
С XVII века Эш-Зауэр стал приходить в запустение. Башни и стены ветшали, но ремонт не производился. Тем не менее три дворянских рода оставались совладельцами комплекса вплоть до Великой французской революции, которая непосредственно затронула и Люксембург. Прежние родовые замки подлежали конфискации и нередко выставлялись представителями революционных властей на торги. Однако руины Эш-Зауэр не привлекли внимание нуворишей. замок продолжал разрушаться.

### XIX и XX века
К середине XIX крестьяне из окрестных деревень приспособили бывшие укрепления под хозяйственно-складские нужды. Это стало благом для замка. Во-первых, камни из построек перестали растаскивать для строительства бюргерских домов. Во-вторых частично залатали крыши (в основном, правда, соломой), что замедлило разрушительное проникновение влаги в стены и фундаменты. Но тем не менее, прежний грозный комплекс стал представлять собой жалкое зрелище. Писатель Виктор Гюго, побывавший в этих местах, называл подобные метаморфозы с бывшими оплотами дворянской власти «местью крестьян своим бывшим господам». Особенно литератора впечатлил вид нескольких лачуг, сооружённых крестьянами прямо среди руин.
В 1893 году местные власти решили официально выкупить руины у бывших собственников. К тому времени в замке не осталось целых зданий. И даже мощные башни пребывали в неважном состоянии.
Между 1903 и 1906 годами по проекту архитектора Карл Арендт проходили работы по укреплению несущих конструкций от дальнейшего разрушения. Инвесторами стали зажиточные бюргеры. Причём Арендт сам выступал одним из инициаторов сохранения бывших средневековых замков, как ценной составляющей исторического наследия. В ходе работ частично надстроили стены и башни. Кроме того, в замке Эш-Зауэр полностью восстановили часовню. По настоянию Арендта её снабдили колокольней, что было очень нетипично для замковых часовен. В часовне воссоздали интерьеры в соответствии с традициями Средних веков.
Однако полного восстановления комплекса так и не произошло. В первую очередь препятствием к масштабной реставрации стала острая нехватка средств.

## Современное состояние
Замок доступен для посещения. Регулярно руины используются как площадка для проведения фестивалей и праздников.

## Галерея

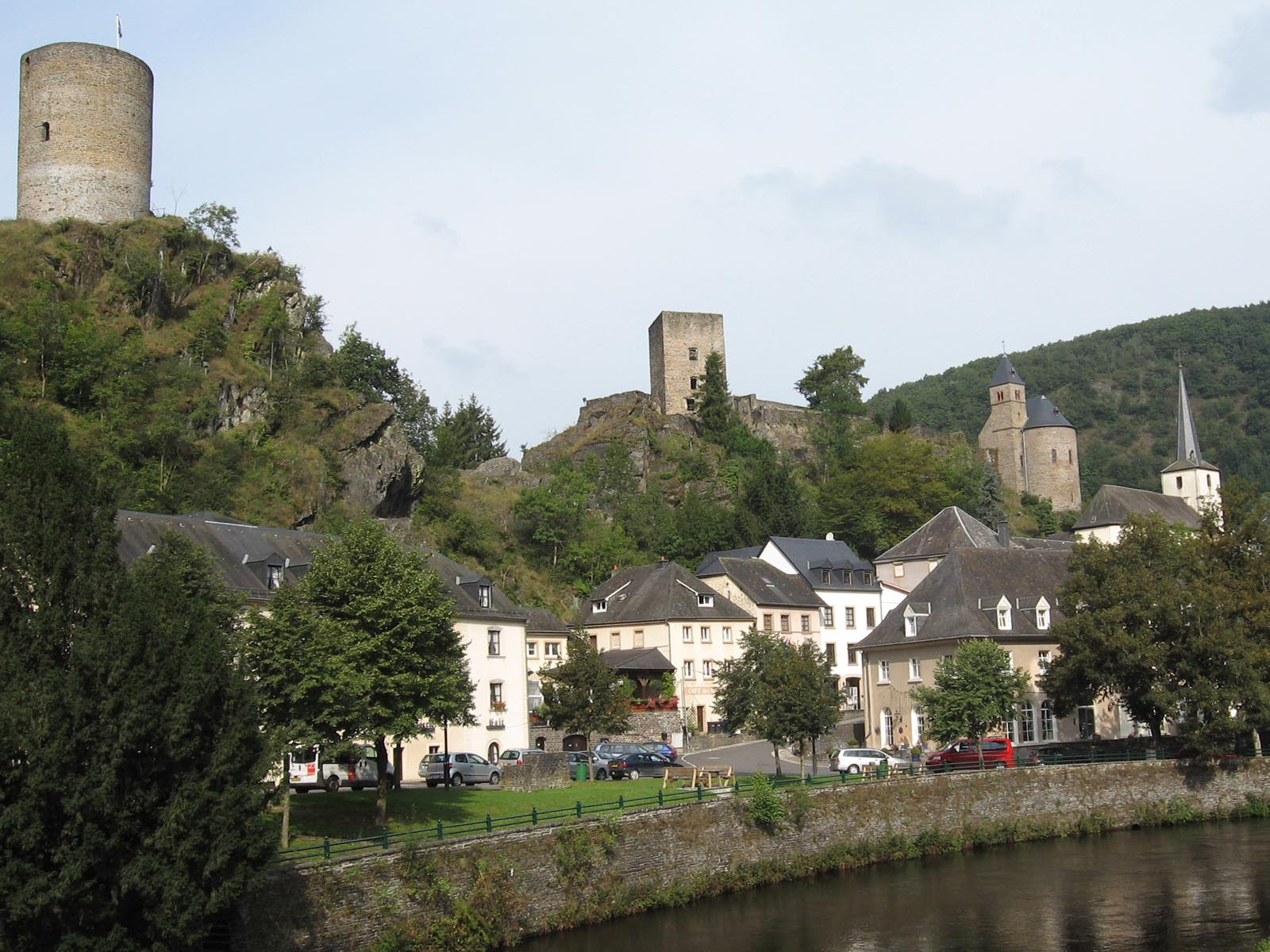
Вид руин замка со стороны реки
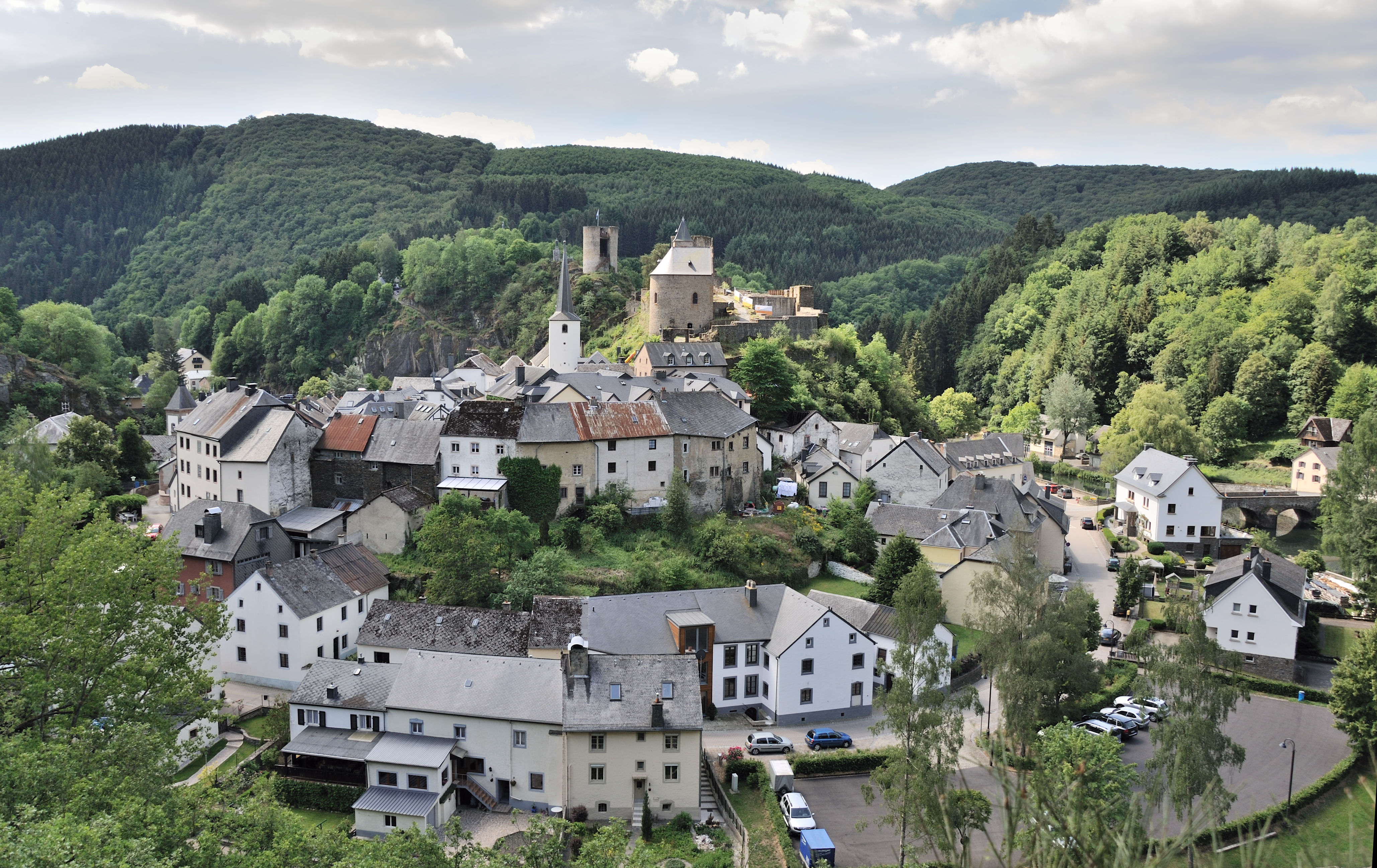
Вид руин и городка Эш-сюр-Сюр сверху
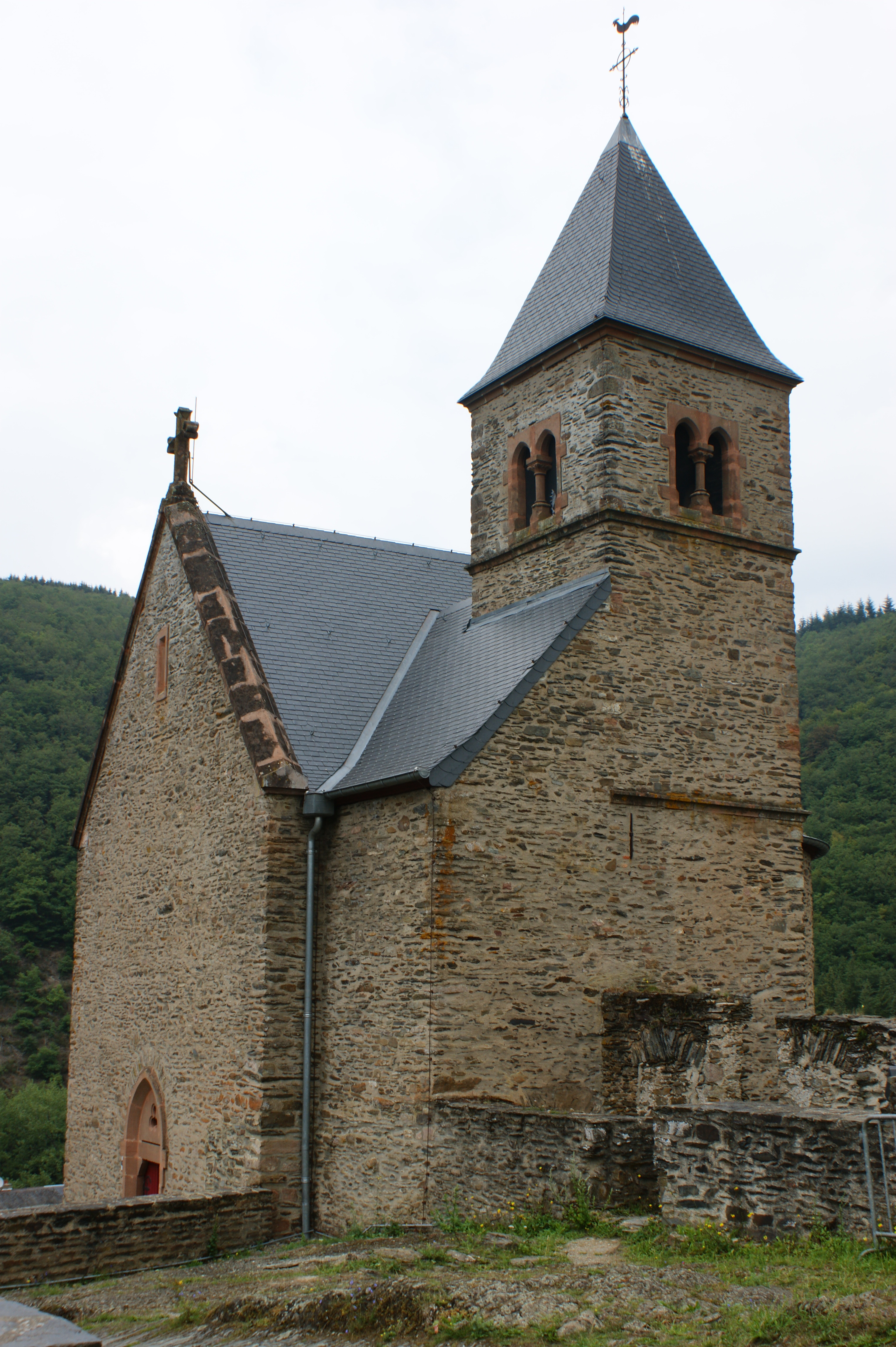
Восстановленная замковая часовня
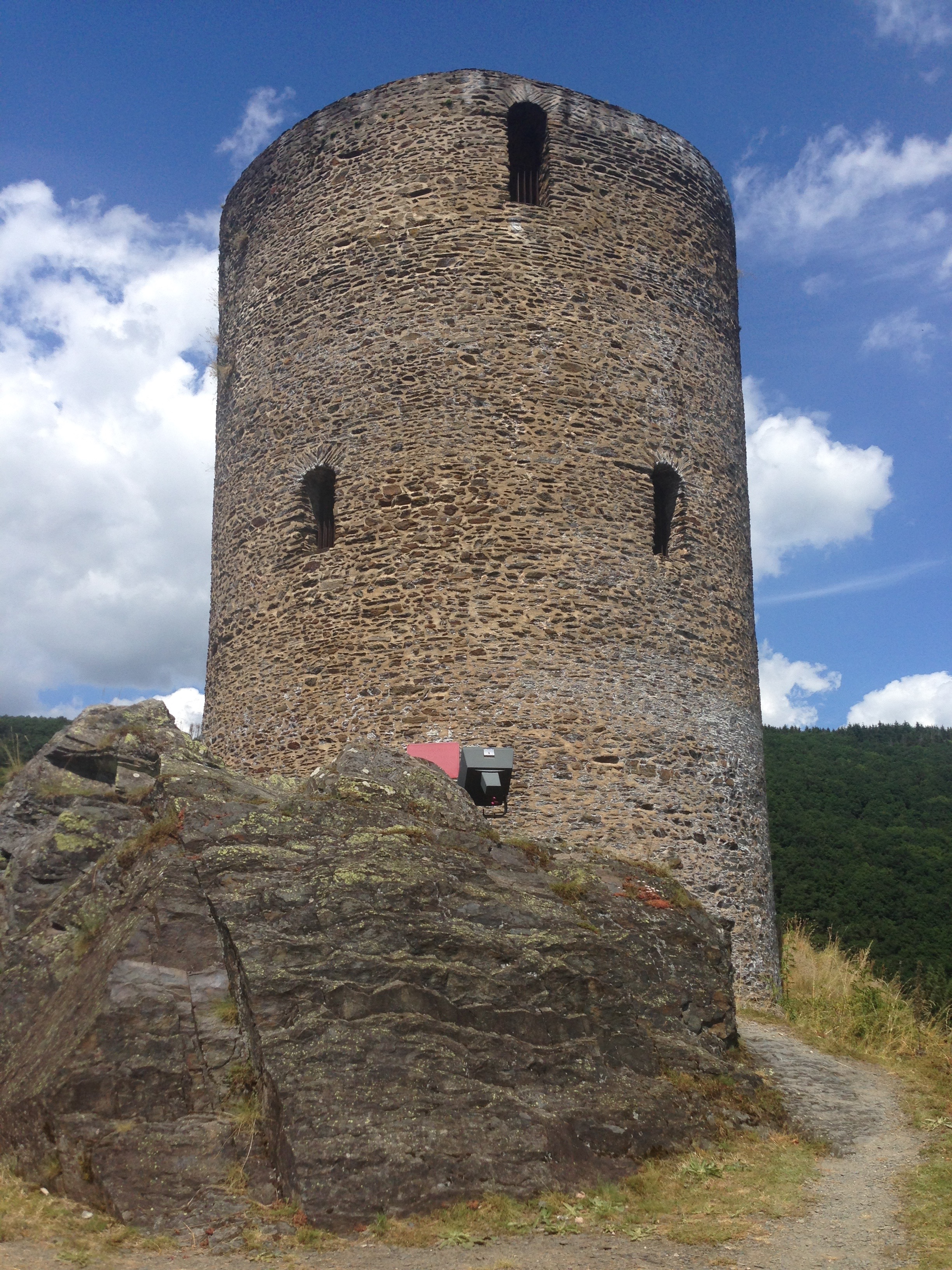
Круглая башня в южной части комплекса
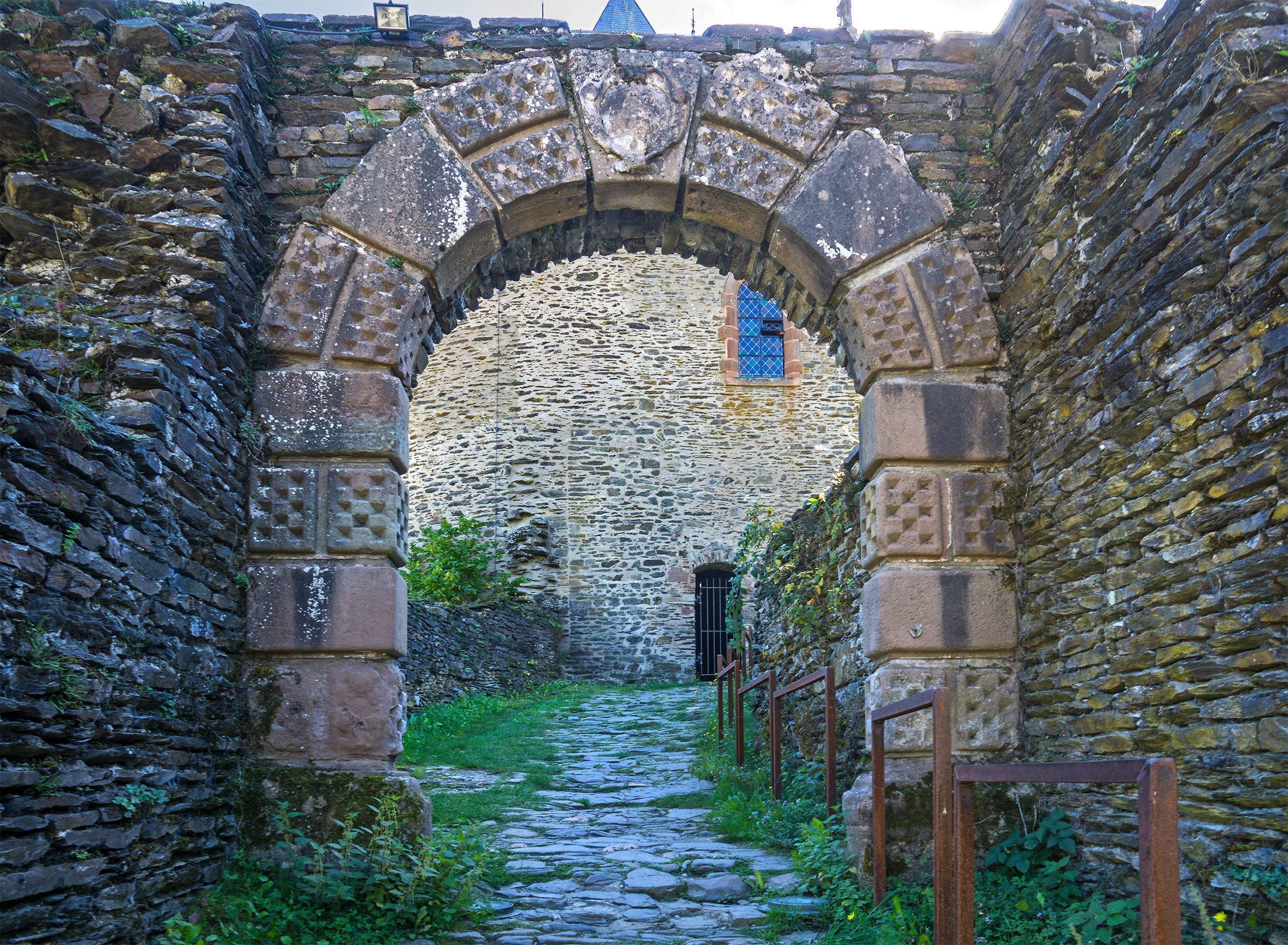
Ворота, ведущие внутрь замка